# گورکا گونزالس
گورکا گونزالس (اسپانیایی: Gorka González‎؛ زادهٔ ۲۸ سپتامبر ۱۹۷۷) دوچرخه‌سوار اهل اسپانیا است.